# Balamaniamma
Balamaniamma (ur. w 1909, zm. 29 września 2004 w Kochi) – poetka indyjska, pisząca w języku malajalam.
Nazywana „matką literatury malajalam”, wydała m.in. zbiór poezji Nivedeeyam (1995). Została uhonorowana m.in. orderem Saraswathi Puraskaram (1995) i nagrodą Ezuthachan (za wkład do literatury malajalam). Jej córką jest pisarka i poetka Kamala Das Suraiya.